# Spiculopteragia asymmetrica
Spiculopteragia asymmetrica är en rundmaskart som först beskrevs av William Melville Ware 1925.  Spiculopteragia asymmetrica ingår i släktet Spiculopteragia och familjen Trichostrongylidae. Inga underarter finns listade i Catalogue of Life.